# Rio Bacalhau
O rio Bacalhau é um curso de água que banha a Zona da Mata do estado de Minas Gerais, Brasil. É um afluente da margem esquerda do rio Piranga e, portanto, um subafluente do rio Doce.[carece de fontes?]
Apresenta 47 km de extensão e drena uma área de 313 km². Sua nascente localiza-se no município de Piranga, a uma altitude de aproximadamente 900 metros.
Em seu percurso, entre a confluência do córrego Quilombo e a confluência do ribeirão Santo Antônio, o rio Bacalhau serve de limite entre os municípios de Piranga e Porto Firme. Sua foz no rio Piranga localiza-se na cidade de Guaraciaba.